# Ilaesa flavisquamis
Ilaesa flavisquamis là một loài ruồi trong họ Tachinidae.